# Echiopsis
Echiopsis este un gen de șerpi din familia Hydrophiidae.

Cladograma conform Catalogue of Life:
| Echiopsis | \| \| Echiopsis atriceps \| \| \| \| \| \| Echiopsis curta \| \| \| \| |
|           | \| \| Echiopsis atriceps \| \| \| \| \| \| Echiopsis curta \| \| \| \| |
|           | Echiopsis atriceps                                                     |
|           |                                                                        |
|           | Echiopsis curta                                                        |
|           |                                                                        |